# لرزش ۴
لرزش ۴ (انگلیسی: Quake 4) یک بازی ویدئویی در سبک تیراندازی اول شخص است که توسط اکتیویژن و در سال ۲۰۰۵ منتشر شد. لرزش ۴ در پلت‌فرم‌های لینوکس، اکس‌باکس ۳۶۰، و مایکروسافت ویندوز منتشر شده‌است.